# Jámbor László
Jámbor László (Mende, 1911. május 18. – Budapest, 1995. május 1.) magyar operaénekes (bariton).

## Életpályája
Sokgyerekes családból származik. Már gyermekként kórusban énekelt. A szépen szavaló gimnazista akkor fordult végleg az éneklés felé, mikor tanára, Bárdos Lajos felfigyelt kivételes hangi adottságaira. Az érettségi után pékmesterséget tanult, s a katonai szolgálatot követően, 1933-tól a sütőiparban dolgozott, de magánúton tovább képezte hangját Makkay Pálnál. Előéneklés útján lett az Operaház ösztöndíjasa 1937-ben. Palotay Árpád vette át képzését.
1938. június 7-én debütált az öreg pap szerepében Mozart Varázsfuvolájában. Az 1940-es évek végén Rómában Manfredo Polverosinál tanult tovább. Közel négy évtizeden át, 1974-ig volt a társulat egyik vezető énekese, később nyugdíjasként is fellépett. Elsősorban Wagner műveinek bariton szerepei álltak hozzá legközelebb, de emlékezetes alakítást nyújtott számos nagy Verdi- és Puccini-szerepben is. Európa több színpadán is fellépett.
A ISWC adatbázisában húsz alkalommal szerepel a neve, ezek közül három alkalommal zeneszerzőként. Azonosítója 00015065417.

## Főbb szerepei
- Ádám Jenő: Mária Veronika — Az Úr küldötte
- Georges Bizet: Carmen – Escamillo
- Borogyin: Igor herceg – címszerep
- D'Albert: Hegyek alján – Sebastiano
- Donizetti: Lammermoori Lucia – Lord Ashton
- Erkel: Hunyadi László – Gara nádor
- Flotow: Márta – Plumkett
- Mozart: Figaro házassága – Almaviva gróf
- Mozart: A varázsfuvola – Öreg pap
- Muszorgszkij: Hovanscsina – Saklovityij bojár
- Nicolai: A windsori víg nők – Fluth
- Offenbach: Hoffmann meséi – Lindorf; Coppélius; Dapertutto; Miracle
- Giacomo Puccini: Tosca – Scarpia
- Giacomo Puccini: A köpeny – Marcel
- Giacomo Puccini: A Nyugat lánya – Jack Rance
- Rossini: Tell Vilmos – címszerep
- Saint-Saëns: Sámson és Delila – Főpap
- Sosztakovics: Katyerina Izmajlova – Borisz Tyimofejevics Izmajlov
- Richard Strauss: Salome – Jochanaan
- Richard Strauss: Daphné – Első pásztor
- Giuseppe Verdi: Don Carlos – Posa márki
- Giuseppe Verdi: A trubadúr – Luna gróf
- Giuseppe Verdi: Rigoletto – címszerep
- Giuseppe Verdi: La Traviata – Georges Germont
- Verdi: Álarcosbál – René
- Verdi: Simon Boccanegra – címszerep
- Verdi: Aida – Amonasro
- Richard Wagner: A bolygó hollandi – A Hollandi
- Richard Wagner: A nürnbergi mesterdalnokok – Hans Sachs
- Richard Wagner: Tannhäuser – Wolfram von Eschenbach
- Richard Wagner: Lohengrin – Madarász Henrik; Telramund; A király hirdetője
- Richard Wagner: A Rajna kincse – Donner
- Richard Wagner: Trisztán és Izolda – Kurwenal
- Richard Wagner: Parsifal – Amfortas

## Díjai
- Liszt Ferenc-díj, II. fokozat (1954)
- Érdemes művész (1955)
- Kossuth-díj (1963)
- Kiváló művész (1970)
- SZOT-díj (1972)